# Millettia schliebenii
Millettia schliebenii é uma espécie vegetal da família Fabaceae.
Apenas pode ser encontrada na Tanzânia.